# Fermier

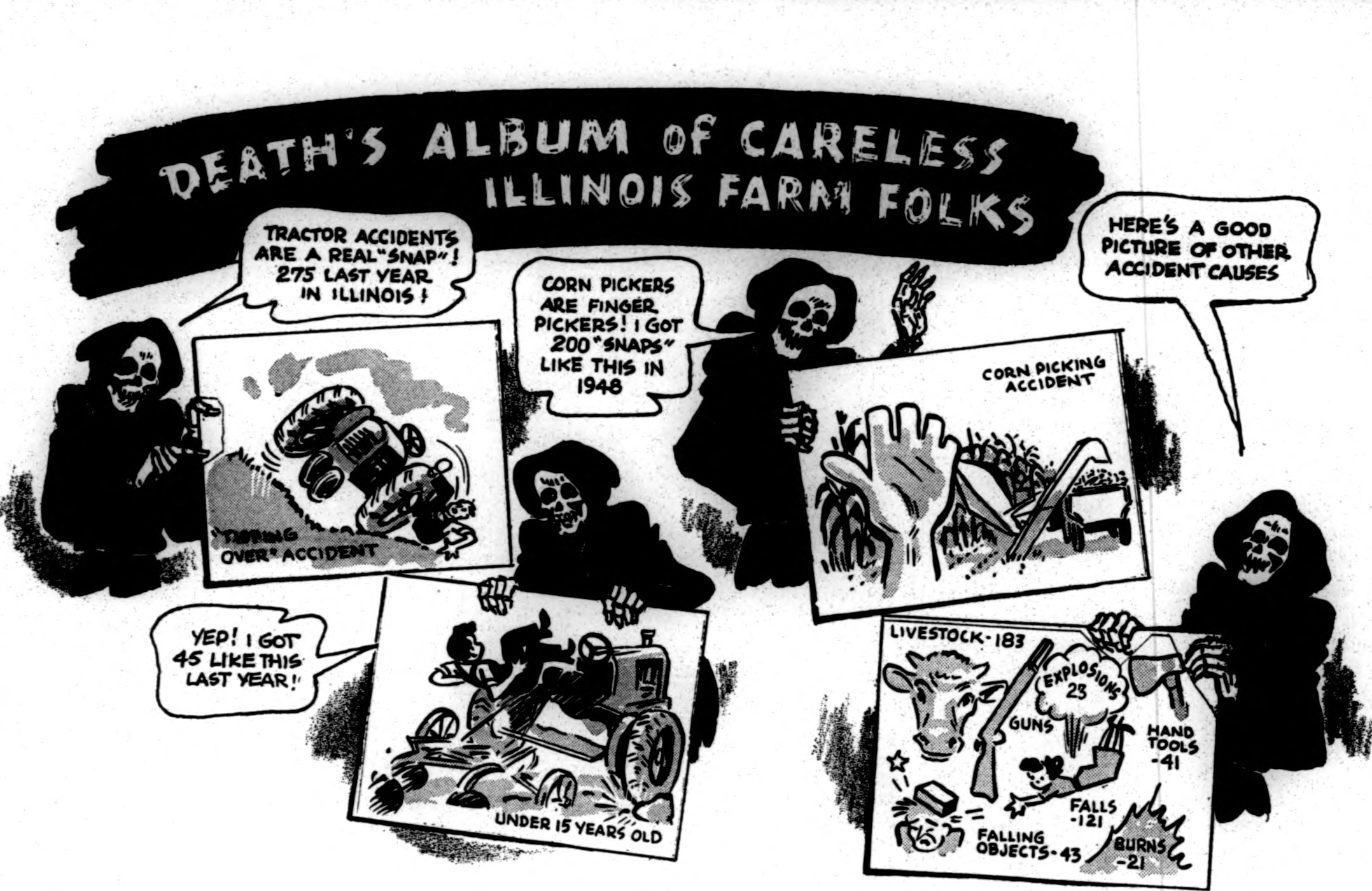
Un desen animat din 1949 care enumeră 275 de accidente legate de tractor anul precedent și 183 de incidente legate de animale.

Fermierul este o persoană implicată în agricultură, care crește organisme vii pentru hrană sau materii prime. Termenul se aplică persoanelor care desfășoară activități precum cultivarea plantelor de câmp, a livezilor, a viilor, creșterea păsărilor sau a altor animale domestice. Un fermier poate deține terenul agricol sau poate lucra ca muncitor pe terenul deținut de alte persoane. În alte definiții mai vechi, fermierul era o persoană care promovează sau îmbunătățește creșterea plantelor, pământului sau culturilor sau crește animale (precum animale domestice sau pești) prin muncă și atenție.
Peste jumătate de miliard de fermieri sunt mici proprietari, majoritatea dintre aceștia aflându-se în țările în curs de dezvoltare și care sprijină economic aproape două miliarde de oameni. La nivel global, femeile reprezintă mai mult de 40% dintre angajații din agricultură.

## Istorie
Agricultura datează încă din Neolitic, fiind una dintre caracteristicile definitorii ale acelei epoci. Până în Epoca Bronzului, sumerienii aveau o forță de muncă specializată în agricultură în perioada 5000-4000 î.Hr. și depindeau în mare măsură de irigații pentru a crește culturile. În timpul recoltării de primăvară, aceștia formau echipe de trei persoane. Fermierii din Egiptul Antic depindeau de Nil pentru a iriga și a cultiva terenurile agricole.
Zootehnia, practica de creștere a animalelor special în scopuri agricole, există de mii de ani. Câinii au fost domesticiți în Asia de Est acum aproximativ 15.000 de ani. Caprele și oile au fost domesticite în jurul anului 8000 î.Hr. în Asia. Porcinele au fost domesticite în jurul anului 7000 î.Hr. în Orientul Mijlociu și China. Cele mai vechi dovezi ale domesticirii cailor datează din jurul anului 4000 î.Hr.

## Tehnici
În contextul țărilor în curs de dezvoltare sau al altor culturi preindustriale, majoritatea fermierilor practică o agricultură de subzistență - un sistem simplu de agricultură organică ce implică rotația culturilor, păstrarea semințelor, metoda de tăiere și arderea sau alte tehnici pentru a maximiza eficiența și a satisface nevoile gospodărie sau comunității. O persoană care trăiește altfel poate fi etichetată drept țăran, adesea asociat în peiorativ cu o „mentalitate de țăran”.
În țările dezvoltate, însă, o persoană care folosește astfel de tehnici pe mici parcele de teren ar putea fi numită grădinar și considerată un hobbyist . Alternativ, cineva ar putea fi obligat de sărăcie să adopte astfel de practici, sau, paradoxal, ar putea deveni fermier ecologic care produce pentru consumatorii locali cu gusturi sofisticate sau exigențe alimentare.

## Agricultură de subzistență
Agricultura de subzistență apare atunci când fermierii cultivă recolte pe mici suprafețe pentru a-și satisface nevoile proprii și ale familiilor lor. Fermierii care practică această formă de agricultură își axează producția pe supraviețuire și pe cerințele locale. Deciziile privind ce să planteze sunt luate în principal în funcție de necesitățile familiei pentru anul următor și doar secundar în funcție de prețurile pieței. Sociologul Tony Waters definește „țăranii de subzistență” ca fiind „oamenii care cultivă ceea ce mănâncă, își construiesc propriile case și trăiesc fără a face în mod regulat cumpărături pe piață”. 
Deși agricultura de subzistență asigură o autosuficiență ridicată, majoritatea fermierilor practică și un anumit grad de comerț. Acești fermieri folosesc piețele în principal pentru a obține bunuri, nu pentru a genera venituri necesare alimentației. Aceste bunuri includ zahăr, foi de acoperiș din fier, biciclete, haine etc., care nu sunt esențiale pentru supraviețuire.

### Istoria agriculturii de subzistență
Agricultura de subzistență a fost principalul mod de producție până când capitalismul bazat pe piață s-a răspândit. Astăzi, agricultura de subezistență este cea mai comună în țarile în curs de dezvoltare.
În Europa, agricultura de subzistență a dispărut în mare parte până la începutul secolului al XX-lea. În Europa Centrală și de Est, agricultura de semi-subzistență a reapărut în economiile de tranziție după 1990, dar a scăzut sau a dispărut în majoritatea țărilor odată cu aderarea la UE în 2004 sau 2007.

### Caracteristici generale ale agriculturii de subzistență
- Cerințe mici de capital sau finanțare.
- Cultivarea de culturi mixte.
- Utilizarea limitată a agrochimicalelor precum pesticide sau îngrășăminte.
- Folosirea soiurilor neîmbunătățite de plante și animale.
- Producție cu puțin sau deloc surplus pentru vânzare.
- Utilizarea uneltelor tradiționale sau crude precum sape, macete, cuțite.
- Dependența de forța de muncă necalificată, adesea membri ai familiei.

### Reducerea sărăciei
Agricultura de subzistență reprezintă o strategie esențială pentru reducerea sărăciei în țările cu venituri mici, servind drept plasă de siguranță împotriva fluctuațiilor de preț la alimente și asigurând securitatea alimentară. Aceste țări se confruntă cu resurse financiare și instituționale limitate, ceea ce le împiedică să controleze creșterile prețurilor interne și să implementeze programe eficiente de asistență socială. Adesea, ele utilizează instrumente de politică destinate țărilor cu venituri medii sau ridicate, care nu răspund nevoilor lor reale. În aceste state, unde 80% din populația săracă trăiește în zone rurale, peste 90% din gospodării au acces la terenuri. Totuși, insuficiența alimentară rămâne o problemă majoră, ceea ce subliniază rolul agriculturii în oferirea unui răspuns de politică pe termen scurt și mediu pentru crizele alimentare.
Agricultură este mai eficientă decât locurile de muncă non-agricole în combaterea sărăciei, mai ales în rândul populațiilor needucate sau necalificate. În Africa, de exemplu, impactul agriculturii este mai pronunțat asupra celor care trăiesc cu un venit de 1 dolar pe zi, comparativ cu cei care câștigă 2 dolari pe zi. Diferența constă în faptul că persoanele cu venituri mai mici au mai puține oportunități în alte domenii, fiind adesea dependente de locuri de muncă ce necesită muncă intensivă, cum este agricultura.

## Riscuri ocupaționale
Există mai multe riscuri operaționale pentru cei din agricultură; agricultura este o industrie deosebit de periculoasă. Fermierii pot întâlni insecte și artropode periculoase care pot mușca sau înțepa, inclusiv scorpioni, furnici de foc, albine, viespi. Fermierii lucrează și în jurul mașinăriilor grele care pot proovca răni sau decese. Fermierii pot dezvolta dureri musculare și articulare din cauza muncii repetitive.